# Olympische Sommerspiele 2024/Teilnehmer (Iran)
| Gelbes Symbol für Goldmedaillen mit stilisierten Olympischen Ringen | Graues Symbol für Silbermedaillen mit stilisierten Olympischen Ringen | Braundes Symbol für Bronzemedaillen mit stilisierten Olympischen Ringen |
| ------------------------------------------------------------------- | --------------------------------------------------------------------- | ----------------------------------------------------------------------- |
| 3                                                                   | 6                                                                     | 3                                                                       |

Der Iran nahm an den Olympischen Spielen 2024 vom 26. Juli bis zum 11. August 2024 in Paris teil. Es war die insgesamt 19. Teilnahme an Olympischen Sommerspielen.

## Medaillen

### Medaillenspiegel
| Rang   | Sportart  | Gold | Silber | Bronze | Gesamt |
| ------ | --------- | ---- | ------ | ------ | ------ |
| 1      | Ringen    | 2    | 4      | 2      | 8      |
| 2      | Taekwondo | 1    | 2      | 1      | 4      |
| Gesamt | Gesamt    | 3    | 6      | 3      | 12     |

### Medaillengewinner
| Name/n                 | Sportart  | Wettkampf         |
| ---------------------- | --------- | ----------------- |
| Gold                   |           |                   |
| Saeid Esmaeili Leivesi | Ringen    | Klasse bis 67 kg  |
| Mohammad Hadi Saravi   | Ringen    | Klasse bis 97 kg  |
| Arian Salimi           | Taekwondo | Klasse über 80 kg |
| Silber                 |           |                   |
| Alireza Mohmadi        | Ringen    | Klasse bis 87 kg  |
| Rahman Amouzad         | Ringen    | Klasse bis 65 kg  |
| Hassan Yazdani         | Ringen    | Klasse bis 86 kg  |
| Amir Hossein Zare      | Ringen    | Klasse bis 125 kg |
| Mehran Barkhordari     | Taekwondo | Klasse bis 80 kg  |
| Nahid Kiani            | Taekwondo | Klasse bis 57 kg  |
| Bronze                 |           |                   |
| Amin Mirzazadeh        | Ringen    | Klasse bis 130 kg |
| Amir Azarpira          | Ringen    | Klasse bis 97 kg  |
| Mobina Nematzadeh      | Taekwondo | Klasse bis 49 kg  |

## Teilnehmer nach Sportarten

### Bogenschießen
Beim finalen Qualifikationsturnier in Antalya konnte ein Startplatz für den Einzelwettbewerb der Frauen gewonnen werden.
| Athleten      | Wettbewerb | Qualifikation | Qualifikation | 1. Runde    | 1. Runde | 2. Runde     | 2. Runde | Achtelfinale  | Achtelfinale  | Viertelfinale | Viertelfinale | Halbfinale    | Halbfinale    | Finale / Platz 3 | Finale / Platz 3 | Rang |
| Athleten      | Wettbewerb | Ringe         | Rang          | Gegner      | Ergebnis | Gegner       | Ergebnis | Gegner        | Ergebnis      | Gegner        | Ergebnis      | Gegner        | Ergebnis      | Gegner           | Ergebnis         | Rang |
| ------------- | ---------- | ------------- | ------------- | ----------- | -------- | ------------ | -------- | ------------- | ------------- | ------------- | ------------- | ------------- | ------------- | ---------------- | ---------------- | ---- |
| Frauen        |            |               |               |             |          |              |          |               |               |               |               |               |               |                  |                  |      |
| Mobina Fallah | Einzel     | 652           | 28            | Đỗ T. Á. N. | 6:5      | E. B. Gökkır | 0:6      | ausgeschieden | ausgeschieden | ausgeschieden | ausgeschieden | ausgeschieden | ausgeschieden | ausgeschieden    | ausgeschieden    | 17   |

### Fechten
Die Säbel-Mannschaft der Männer qualifizierte sich als das beste Team aus Asien und Ozeanien, das nicht auf den ersten vier Plätzen der Rangliste stand. Somit waren auch im Einzel drei iranische Säbelfechter startberechtigt.
| Athleten                                                              | Wettbewerb       | 1. Runde | 1. Runde | 2. Runde      | 2. Runde      | Achtelfinale  | Achtelfinale  | Viertelfinale      | Viertelfinale | Halbfinale / Klassifikation | Halbfinale / Klassifikation | Finale / Platzierung | Finale / Platzierung | Rang |
| Athleten                                                              | Wettbewerb       | Gegner   | Ergebnis | Gegner        | Ergebnis      | Gegner        | Ergebnis      | Gegner             | Ergebnis      | Gegner                      | Ergebnis                    | Gegner               | Ergebnis             | Rang |
| --------------------------------------------------------------------- | ---------------- | -------- | -------- | ------------- | ------------- | ------------- | ------------- | ------------------ | ------------- | --------------------------- | --------------------------- | -------------------- | -------------------- | ---- |
| Männer                                                                |                  |          |          |               |               |               |               |                    |               |                             |                             |                      |                      |      |
| Mohammad Fotouhi                                                      | Säbel Einzel     | G. Zea   | 13:15    | ausgeschieden | ausgeschieden | ausgeschieden | ausgeschieden | ausgeschieden      | ausgeschieden | ausgeschieden               | ausgeschieden               | ausgeschieden        | ausgeschieden        | 33   |
| Ali Pakdaman                                                          | Säbel Einzel     | Freilos  | Freilos  | K. Yoshida    | 15:11         | Oh S.-u.      | 10:15         | ausgeschieden      | ausgeschieden | ausgeschieden               | ausgeschieden               | ausgeschieden        | ausgeschieden        | 13   |
| Mohammad Rahbari                                                      | Säbel Einzel     | Freilos  | Freilos  | S. Patrice    | 13:15         | ausgeschieden | ausgeschieden | ausgeschieden      | ausgeschieden | ausgeschieden               | ausgeschieden               | ausgeschieden        | ausgeschieden        | 28   |
| Mohammad Fotouhi Ali Pakdaman Mohammad Rahbari Farzad Baher Arasbaran | Säbel Mannschaft | —        | —        | —             | —             | —             | —             | Vereinigte Staaten | 45:44         | Ungarn                      | 43:45                       | Frankreich           | 25:45                | 4    |

### Gewichtheben
Mit Abschluss der Qualifikationsperiode konnten sich zwei iranische Gewichtheber über die die jeweiligen Ranglisten qualifizieren.
| Athleten           | Wettbewerb         | Reißen  | Reißen | Stoßen  | Stoßen | Zweikampf | Zweikampf | Rang |
| Athleten           | Wettbewerb         | Gewicht | Rang   | Gewicht | Rang   | Gewicht   | Rang      | Rang |
| ------------------ | ------------------ | ------- | ------ | ------- | ------ | --------- | --------- | ---- |
| Männer             |                    |         |        |         |        |           |           |      |
| Mir Mostafa Javadi | Klasse bis 89 kg   | 168 kg  | 6      | 204 kg  | 5      | 372 kg    | 5         | 5    |
| Ali Davoudi        | Klasse über 102 kg | 205 kg  | 4      | 242 kg  | 4      | 447 kg    | 4         | 4    |

### Kanu

#### Kanurennsport
| Athleten             | Wettbewerb | Vorlauf     | Vorlauf | Viertelfinale | Viertelfinale | Halbfinale    | Halbfinale    | A/B-Finale    | A/B-Finale    | Rang |
| Athleten             | Wettbewerb | Zeit        | Rang    | Zeit          | Rang          | Zeit          | Rang          | Zeit          | Rang          | Rang |
| -------------------- | ---------- | ----------- | ------- | ------------- | ------------- | ------------- | ------------- | ------------- | ------------- | ---- |
| Männer               |            |             |         |               |               |               |               |               |               |      |
| Mohammad Nabi Rezaei | C1 1000 m  | 4:10,36 min | 4       | 3:52,41 min   | 4             | ausgeschieden | ausgeschieden | ausgeschieden | ausgeschieden | 18   |
| Ali Aghamirzaei      | K1 1000 m  | 3:36,58 min | 6       | 3:33,78 min   | 3             | ausgeschieden | ausgeschieden | ausgeschieden | ausgeschieden | 18   |

### Leichtathletik
Laufen und Gehen
| Athleten        | Wettbewerb | Vorlauf | Vorlauf | Halbfinale    | Halbfinale    | Finale        | Finale        | Rang          |
| Athleten        | Wettbewerb | Zeit    | Rang    | Zeit          | Rang          | Zeit          | Rang          | Rang          |
| --------------- | ---------- | ------- | ------- | ------------- | ------------- | ------------- | ------------- | ------------- |
| Frauen          |            |         |         |               |               |               |               |               |
| Farzaneh Fasihi | 100 m      | 11,51 s | 7       | ausgeschieden | ausgeschieden | ausgeschieden | ausgeschieden | ausgeschieden |
| Männer          |            |         |         |               |               |               |               |               |
| Hassan Taftian  | 100 m      | 10,18 s | 5       | ausgeschieden | ausgeschieden | ausgeschieden | ausgeschieden | ausgeschieden |

### Radsport
Über die Asien-Meisterschaften 2023 erreichte der Iran einen Startplatz für das Straßenrennen der Männer.

#### Straße
| Athleten  | Wettbewerb    | Zeit      | Rang |
| --------- | ------------- | --------- | ---- |
| Männer    |               |           |      |
| Ali Labib | Straßenrennen | 6:46:33 h | 76   |

### Ringen
Bei den Weltmeisterschaften 2023 konnten iranische Ringer Quotenplätze in sieben Gewichtsklassen erreichen. Beim asiatischen Qualifikationsturnier konnten vier weitere Startplätze erreicht werden.

#### Freier Stil
Legende: G = Gewonnen, V = Verloren, S = Schultersieg
| Athleten          | Wettbewerb        | 1. Runde   | 1. Runde | Achtelfinale  | Achtelfinale | Viertelfinale | Viertelfinale | Halbfinale    | Halbfinale    | Hoffnungsrunde Halbfinale | Hoffnungsrunde Halbfinale | Hoffnungsrunde Finale | Hoffnungsrunde Finale | Finale           | Finale        | Rang   |
| Athleten          | Wettbewerb        | Gegner     | Ergebnis | Gegner        | Ergebnis     | Gegner        | Ergebnis      | Gegner        | Ergebnis      | Gegner                    | Ergebnis                  | Gegner                | Ergebnis              | Gegner           | Ergebnis      | Rang   |
| ----------------- | ----------------- | ---------- | -------- | ------------- | ------------ | ------------- | ------------- | ------------- | ------------- | ------------------------- | ------------------------- | --------------------- | --------------------- | ---------------- | ------------- | ------ |
| Männer            |                   |            |          |               |              |               |               |               |               |                           |                           |                       |                       |                  |               |        |
| Rahman Amouzad    | Klasse bis 65 kg  | —          | —        | Z. Retherford | G 8:0        | I. Dudaev     | G 11:0        | I. Mussukajew | G 10:0        | ―                         | ―                         | ―                     | ―                     | K. Kiyooka       | V 3:10        | Silber |
| Younes Emami      | Klasse bis 74 kg  | F. Chamizo | G 9:4    | B. N’Dum      | G 10:0       | K. D. Dake    | V 1:11        | ausgeschieden | ausgeschieden | ausgeschieden             | ausgeschieden             | ausgeschieden         | ausgeschieden         | ausgeschieden    | ausgeschieden | 7      |
| Hassan Yazdani    | Klasse bis 86 kg  | —          | —        | J. Lawrence   | G 10:0       | D. Kurugliev  | G 9:4         | M. Amine      | G 7:1         | ―                         | ―                         | ―                     | ―                     | M. Ramasanow     | V 1:7         | Silber |
| Amir Azarpira     | Klasse bis 97 kg  | —          | —        | A. Tazhudinov | V 3:4        | ausgeschieden | ausgeschieden | ausgeschieden | ausgeschieden | Ä. Jerghali               | G 6:1                     | K. Snyder             | G 4:1                 | ausgeschieden    | ausgeschieden | Bronze |
| Amir Hossein Zare | Klasse bis 125 kg | —          | —        | A. Lasarew    | G 5:0        | A. Dhesi      | G 10:0        | T. Akgül      | G 2:1         | ―                         | ―                         | ―                     | ―                     | G. Petriaschwili | V 9:10        | Silber |

#### Griechisch-römischer Stil
Legende: G = Gewonnen, V = Verloren, S = Schultersieg
| Athleten               | Wettbewerb        | Achtelfinale | Achtelfinale | Viertelfinale     | Viertelfinale | Halbfinale    | Halbfinale    | Hoffnungsrunde Halbfinale | Hoffnungsrunde Halbfinale | Hoffnungsrunde Finale | Hoffnungsrunde Finale | Finale        | Finale        | Rang   |
| Athleten               | Wettbewerb        | Gegner       | Ergebnis     | Gegner            | Ergebnis      | Gegner        | Ergebnis      | Gegner                    | Ergebnis                  | Gegner                | Ergebnis              | Gegner        | Ergebnis      | Rang   |
| ---------------------- | ----------------- | ------------ | ------------ | ----------------- | ------------- | ------------- | ------------- | ------------------------- | ------------------------- | --------------------- | --------------------- | ------------- | ------------- | ------ |
| Männer                 |                   |              |              |                   |               |               |               |                           |                           |                       |                       |               |               |        |
| Mehdi Mohsennejad      | Klasse bis 60 kg  | A. Fergat    | G 9:0        | K. Fumita         | V 0:9         | ausgeschieden | ausgeschieden | K. de Armas               | G 10:1                    | D. Scharschenbekow    | V 1:3                 | ausgeschieden | ausgeschieden | 5      |
| Saeid Esmaeili Leivesi | Klasse bis 67 kg  | I. Ghaiou    | G 10:0       | L. Orta           | G 9:0         | S. Galstjan   | G 10:4        | ―                         | ―                         | ―                     | ―                     | P. Nassibow   | G 6:5         | Gold   |
| Amin Kavianinejad      | Klasse bis 77 kg  | Y. Peña      | G 1:1        | M. Amojan         | V 0:3         | ausgeschieden | ausgeschieden | ausgeschieden             | ausgeschieden             | ausgeschieden         | ausgeschieden         | ausgeschieden | ausgeschieden | 8      |
| Alireza Mohmadi        | Klasse bis 87 kg  | C. Muñoz     | G 9:0        | A. Kułynycz       | G 10:1        | S. Belenjuk   | G 3:3         | ―                         | ―                         | ―                     | ―                     | S. Nowikow    | V 0:7         | Silber |
| Mohammad Hadi Saravi   | Klasse bis 97 kg  | J. Rau       | G 10:1       | Ü. Dschussupbekow | G 8:0         | M. Gabr       | G 6:0         | ―                         | ―                         | ―                     | ―                     | A. Aleksanjan | G 4:1         | Gold   |
| Amin Mirzazadeh        | Klasse bis 130 kg | A. Coon      | G 3:1        | M. López          | V 1:3         | ausgeschieden | ausgeschieden | Lee S.-c.                 | G 9:0                     | S. Şəriəti            | G 4:0                 | ausgeschieden | ausgeschieden | Bronze |

### Rudern
Bei der asiatischen Qualifikationsregatta konnten iranische Ruderinnen Quotenplätze für zwei Wettbewerbe erreichen.
| Athleten                   | Wettbewerb                  | Vorlauf     | Vorlauf | Vorlauf       | Hoffnungslauf | Hoffnungslauf | Hoffnungslauf | Viertelfinale | Viertelfinale | Viertelfinale  | Halbfinale  | Halbfinale | Halbfinale    | Finale      | Finale | Rang |
| Athleten                   | Wettbewerb                  | Zeit        | Rang    | Qualifikation | Zeit          | Rang          | Qualifikation | Zeit          | Rang          | Qualifikation  | Zeit        | Rang       | Qualifikation | Zeit        | Rang   | Rang |
| -------------------------- | --------------------------- | ----------- | ------- | ------------- | ------------- | ------------- | ------------- | ------------- | ------------- | -------------- | ----------- | ---------- | ------------- | ----------- | ------ | ---- |
| Frauen                     |                             |             |         |               |               |               |               |               |               |                |             |            |               |             |        |      |
| Fatemeh Mojallal           | Einer                       | 8:01,30 min | 4       | Hoffnungslauf | 7:56,48 min   | 1             | Viertelfinale | 8:00,37 min   | 6             | Halbfinale C/D | 8:06,23 min | 6          | D-Finale      | 7:46,08 min | 3      | 21   |
| Mahsa Javer Zeinab Norouzi | Leichtgewichts-Doppelzweier | 7:35,97 min | 4       | Hoffnungslauf | 7:35,56 min   | 4             | C-Finale      | —             | —             | —              | ―           | ―          | ―             | 7:14,32 min | 4      | 16   |

### Schießen
Im Qualifikationszeitraum konnten vier Quotenplätze erreicht werden.
| Athleten            | Wettbewerb        | Qualifikation   | Qualifikation | Finale          | Finale        |
| Athleten            | Wettbewerb        | Ringe/ Scheiben | Rang          | Ringe/ Scheiben | Rang          |
| ------------------- | ----------------- | --------------- | ------------- | --------------- | ------------- |
| Frauen              |                   |                 |               |                 |               |
| Haniyeh Rostamiyan  | 25 m Sportpistole | 588             | 3             | 19              | 6             |
| Haniyeh Rostamiyan  | 10 m Luftpistole  | 571             | 22            | ausgeschieden   | ausgeschieden |
| Fatemeh Amini       | 10 m Luftgewehr   | 626,2           | 26            | ausgeschieden   | ausgeschieden |
| Shermineh Chehel    | 10 m Luftgewehr   | 630,0           | 11            | ausgeschieden   | ausgeschieden |
| Männer              |                   |                 |               |                 |               |
| Mohammad Beyranvand | Trap              | 117             | 24            | ausgeschieden   | ausgeschieden |

### Schwimmen
| Athleten      | Wettbewerb     | Vorlauf | Vorlauf | Halbfinale    | Halbfinale    | Finale        | Finale        | Rang |
| Athleten      | Wettbewerb     | Zeit    | Rang    | Zeit          | Rang          | Zeit          | Rang          | Rang |
| ------------- | -------------- | ------- | ------- | ------------- | ------------- | ------------- | ------------- | ---- |
| Männer        |                |         |         |               |               |               |               |      |
| Samyar Abdoli | 100 m Freistil | 50,63 s | 48      | ausgeschieden | ausgeschieden | ausgeschieden | ausgeschieden | 48   |

### Sportklettern
Über die olympische Qualifikationsserie konnte sich Reza Alipour im Speedklettern der Männer qualifizieren.
Speed
| Athleten     | Qualifikation | Qualifikation | Achtelfinale | Achtelfinale | Viertelfinale | Viertelfinale | Halbfinale | Halbfinale  | Finale / Platz 3 | Finale / Platz 3 | Rang |
| Athleten     | Zeit          | Rang          | Zeit         | Gegner       | Zeit          | Gegner        | Zeit       | Gegner      | Zeit             | Gegner           | Rang |
| ------------ | ------------- | ------------- | ------------ | ------------ | ------------- | ------------- | ---------- | ----------- | ---------------- | ---------------- | ---- |
| Männer       |               |               |              |              |               |               |            |             |                  |                  |      |
| Reza Alipour | 5,06 s        | 6             | 5,26:5,20    | J. David     | 5,57:6,14     | Ä. Maimuratow | 4,84:4,78  | V. Leonardo | 4,88:4,74        | S. Watson        | 4    |

### Taekwondo
In vier Gewichtsklassen konnten Startplätze erreicht werden. Zunächst qualifizierten sich Nahid Kiani in der Klasse bis 49 kg über die olympische Rangliste und Mehran Barkhordari über die Grand Slam Serie. Beim asiatischen Qualifikationsturnier in Tai’an konnten sich mit Mobina Nematzadeh und Arian Salimi zwei weitere Iraner für Paris qualifizieren.
| Athleten           | Wettbewerb        | Achtelfinale  | Achtelfinale | Viertelfinale | Viertelfinale | Hoffnungsrunde Halbfinale | Hoffnungsrunde Halbfinale | Halbfinale | Halbfinale | Hoffnungsrunde Finale | Hoffnungsrunde Finale | Finale        | Finale        | Rang   |
| Athleten           | Wettbewerb        | Gegner        | Ergebnis     | Gegner        | Ergebnis      | Gegner                    | Ergebnis                  | Gegner     | Ergebnis   | Gegner                | Ergebnis              | Gegner        | Ergebnis      | Rang   |
| ------------------ | ----------------- | ------------- | ------------ | ------------- | ------------- | ------------------------- | ------------------------- | ---------- | ---------- | --------------------- | --------------------- | ------------- | ------------- | ------ |
| Frauen             |                   |               |              |               |               |                           |                           |            |            |                       |                       |               |               |        |
| Mobina Nematzadeh  | Klasse bis 49 kg  | M. Tau        | 2:0          | A. Cerezo     | 2:0           | ―                         | ―                         | Guo Q.     | 0:2        | D. Abutaleb           | 2:0                   | ausgeschieden | ausgeschieden | Bronze |
| Nahid Kiani        | Klasse bis 57 kg  | K. Alisadeh   | 2:1          | C. Toumi      | 2:1           | ―                         | ―                         | L. Aoun    | 2:0        | ―                     | ―                     | Kim Y.-j.     | 0:2           | Silber |
| Männer             |                   |               |              |               |               |                           |                           |            |            |                       |                       |               |               |        |
| Mehran Barkhordari | Klasse bis 80 kg  | J. Jaysunov   | 2:1          | S. Alessio    | 2:1           | ―                         | ―                         | Seo G.-w.  | 2:1        | ―                     | ―                     | F. Katoussi   | 0:2           | Silber |
| Arian Salimi       | Klasse über 80 kg | N. Rafalovich | 2:0          | C. Sansores   | 2:1           | ―                         | ―                         | I. Šapina  | 2:1        | ―                     | ―                     | C. Cunningham | 2:1           | Gold   |

### Tischtennis
Beim Qualifikationsturnier für Zentralasien konnte je ein Startplatz für das Einzel von Frauen und Männern erreicht werden. Mit Noshad Alamian gelang einem weiteren Athleten im Männereinzel die Qualifikation über die ITTF-Weltrangliste.
| Athleten        | Wettbewerb | 1. Runde | 1. Runde | 2. Runde   | 2. Runde | 3. Runde      | 3. Runde      | Achtelfinale  | Achtelfinale  | Viertelfinale | Viertelfinale | Halbfinale    | Halbfinale    | Finale / Platz 3 | Finale / Platz 3 | Rang |
| Athleten        | Wettbewerb | Gegner   | Erg.     | Gegner     | Erg.     | Gegner        | Erg.          | Gegner        | Erg.          | Gegner        | Erg.          | Gegner        | Erg.          | Gegner           | Erg.             | Rang |
| --------------- | ---------- | -------- | -------- | ---------- | -------- | ------------- | ------------- | ------------- | ------------- | ------------- | ------------- | ------------- | ------------- | ---------------- | ---------------- | ---- |
| Frauen          |            |          |          |            |          |               |               |               |               |               |               |               |               |                  |                  |      |
| Neda Shahsavari | Einzel     | Freilos  | Freilos  | P. Pavade  | 1:4      | ausgeschieden | ausgeschieden | ausgeschieden | ausgeschieden | ausgeschieden | ausgeschieden | ausgeschieden | ausgeschieden | ausgeschieden    | ausgeschieden    | 33   |
| Männer          |            |          |          |            |          |               |               |               |               |               |               |               |               |                  |                  |      |
| Nima Alamian    | Einzel     | Freilos  | Freilos  | Kao C.-j.  | 1:4      | ausgeschieden | ausgeschieden | ausgeschieden | ausgeschieden | ausgeschieden | ausgeschieden | ausgeschieden | ausgeschieden | ausgeschieden    | ausgeschieden    | 33   |
| Noshad Alamian  | Einzel     | Freilos  | Freilos  | O. Omotayo | 4:1      | T. Harimoto   | 2:4           | ausgeschieden | ausgeschieden | ausgeschieden | ausgeschieden | ausgeschieden | ausgeschieden | ausgeschieden    | ausgeschieden    | 17   |

### Turnen
Über die Weltcupwertung am Sprung erhielt Mahdi Olfati einen Quotenplatz im Gerätturnen der Männer.

#### Gerätturnen
| Athleten     | Wettbewerb | Qualifikation | Qualifikation | Finale | Finale | Rang |
| Athleten     | Wettbewerb | Punkte        | Rang          | Punkte | Rang   | Rang |
| ------------ | ---------- | ------------- | ------------- | ------ | ------ | ---- |
| Männer       |            |               |               |        |        |      |
| Mahdi Olfati | Sprung     | 14,583        | 8             | 14,266 | 7      | 7    |